# 今田恵
今田 恵（いまだ めぐみ、1894年8月26日 - 1970年11月25日）は、心理学者・哲学者、文学博士。関西学院大学名誉教授。関西学院第6代院長。ウィリアム・ジェームズの研究で知られる。山口県佐波郡三田尻村（現・防府市）生まれ。子は今田寛。

## 略歴
1917年、関西学院神学部卒業後、カナダのメソヂスト教会の牧師を兼ねつつ、1922年東京帝国大学文学部心理学科卒業。同年、関西学院専門部文学部教授。1929年からアメリカ、イギリスに留学。1934年、関西学院大学法文学部開設に伴って教授となり、1940年、法文学部長に就任。1946年、関西学院大学文学部長。1950年、初の公選による関西学院院長（第6代院長）に選任される。1954年、関西学院理事長（1960年まで）。1956年、論文「ジエームズ心理学の生成とその根本思想」により文学博士（京都大学）。1962年、定年退職。1965年、関西学院大学名誉教授。

## 著書
- 『宗教々育応用児童心理学』（日曜世界社、1933年）
- 『宗教心理学』（日本メソヂスト日曜学校局、1934年）
- 『日本メソヂスト宗教教育叢書 第9巻』（日本メソヂスト日曜学校局、1934年）
- 『学齢期の子供の心理』（新生堂、1934年）(母親教育シリーズ 6)
- 『心理学』（育芳社、1939年）
- 『宗教心理學』（文川堂書房、1946年）
- 『婦人の科学的教養』（聖光社、1947年）
- 『ウィリアム・ジェームズ』（養徳社、1949年）
- 『アメリカ哲学の源流 : ジェームスとその思想』（養徳社、1951年）
- 『心理学』（岩波書店、1952年）
- 『心理学講座 第1-4巻』（中山書店、1954年）日本応用心理学会 編
- 『ジェームズ心理学 : その生成と根本思想』（弘文堂、1957年）(関西学院大学研究双書 第2篇)
- 『現代の心理学』（岩波書店「岩波全書」、1958年）
- 『心理学史』（岩波書店、1962年）
- 『人間理解と心理学』（創元社、1967年）

## 訳本
- ウィリアム・ジェームス『ジェームス心理学』（岩波書店「心理学名著叢書1」、1927年)
- ウィリアム・ジェームズ『心理学 上・下』（岩波文庫、1939年）
- 『世界大思想全集 哲学・文芸思想篇 第15巻 ウィリアム・ジェイムズ』（編訳、河出書房、1956年）
- ポール・H.マッセン『児童心理学』（岩波書店「現代心理学入門 1」、1966年）
- G.W.オルポート『人格心理学 上・下』（誠信書房、1968年）
- クレア・キップス『スズメと私 : 愛の記録12年』（創元社、1970年）

## 論文
- 『基礎心理学-未完』（人文論究、1976年）
- 『心理学的自伝(今田恵教授退任記念号)』（人文論究、1965年）
- 『心理学という「科学」』（神學研究、1964年）
- 『心理学における主体性の消長』（人文論究、1962年）
- 『no title』（心理学史、1962年）
- 『ブランスウィックの「心理学の概念的構成(Egon Brunswik, Conceptual Framework of Psychology)理解のために』（人文論究、1960年）
- 『宗教と心理学』（神學研究、1959年）
- 『アウターブリッジ先生年譜』（神學研究、1959年）
- 『故山本保教授追悼記古武弥正 , 今田恵 , 實方清』（人文論究、1956年）
- 『ウィリアム・ジェームズの心理學の生成』（人文論究、1956年）
- 『故志賀勝教授追悼の記(故志賀勝教授追悼號) 今田恵 , 片山正直 , 實方清』（人文論究、1955年）
- 『人間性の探求 : 心理學的問題として』（人文論究、1954年）
- 『Recent Psychological Thinking in Japan (Psychology and Education)』（人文論究、1954年）
- 『心理学遍歴』（人文論究、1954年）
- 『宗教心理学の新時代 : 私の最初の心理学の先生に献ぐ』（神學研究、1953年）
- 『行動主義の展開』（人文論究、1952年）
- 『自殺の心理』（ニューエイジ、1950年）
- 『宗教とは何か--その心理的背景』（哲学雑誌、1950年）
- 『態度の心理とその一般心理学的背景』（心理学研究、1949年）
- 『現代心理学の動向--アメリカ心理学を中心として』（季刊大学、1948年）